# 安房町
安房町（あわちょう）は、愛知県名古屋市東区の地名。丁目は設定されていない。1981年（昭和56年）9月13日、同区葵二丁目に全域が編入された。

## 地理
東は車道町、西は水筒先町、南は車道町・水筒先町、北は石神堂町に接する。

### 学区
- 中学校 - 名古屋市立あずま中学校
- 小学校 - 名古屋市立葵小学校[5][6][7]

### 人口
国勢調査による人口の推移
| 1950年（昭和25年） | 416人 |  |
| 1955年（昭和30年） | 486人 |  |
| 1960年（昭和35年） | 549人 |  |
| 1965年（昭和40年） | 626人 |  |
| 1970年（昭和45年） | 552人 |  |
| 1975年（昭和50年） | 461人 |  |

## 歴史

### 地名の由来
松平通温（安房守）の屋敷跡であったことに由来する。

### 沿革
- 1878年（明治11年）12月28日 - 安房小路・下方小路を合併し、名古屋区安房町として成立[1]。
- 1889年（明治22年）10月1日 - 名古屋市成立に伴い、同市安房町となる[1]。
- 1908年（明治41年）4月1日 - 東区成立に伴い、同区安房町となる[1]。
- 1941年（昭和16年）12月10日 - 一部が車道町に編入される[9]。
- 1942年（昭和17年）10月20日 - 東区車道町の一部を編入する[1]。また、一部が車道町に編入される[9]。
- 1942年（昭和17年）11月10日 - 東区石神堂町の一部を編入する[1]。
- 1981年（昭和56年）9月13日 - 東区葵二丁目に全域が編入され消滅[1]。